# Michael J. Alexander
Michael Joseph Alexander (21 tháng 5 năm 1941 – 5 tháng 11 năm 2023) là giảng viên, viện sĩ và phát thanh viên người Anh. Ông là giáo sư văn chương Anh tại Đại học St Andrews cho đến khi nghỉ hưu vào năm 2003. Ông vừa là nhà thơ vừa là dịch giả, đồng thời là người có kinh nghiệm giảng dạy lâu năm môn văn chương Anh quốc, cả cổ văn lẫn kim văn, tại các trường đại học châu Âu. Thuở nhỏ ông theo học trường Downside School, sau chuyển sang nghiên cứu tiếng Anh tại Đại học Oxford, rồi dành một năm qua Pháp và Ý tham dự Đại học Perugia. Từng có thời gian làm việc trong ngành xuất bản ở Luân Đôn, bị gián đoạn nửa chừng để theo học Đại học Princeton. Trước khi tham gia giảng dạy tại St. Andrews ông từng là giảng viên Đại học Stirling. Ông có công dịch nhiều thi phẩm tiếng Anh cổ, nhất là bản dịch thiên anh hùng ca Beowulf thành thơ tiếng Anh hiện đại. Ngoài ra, ông còn là thành viên đội Scotland trong chương trình vấn đáp Round Britain trên đài Radio 4 suốt nhiều năm liền.
Ông qua đời ngày 5 tháng 11 năm 2023, thọ 82 tuổi.

## Tác phẩm
Phê bình, học thuật, giáo dục
- The Poetic Achievement of Ezra Pound (Thành tựu thi ca của Ezra Pound), 1979.
- York Notes on Geoffrey Chaucer's "Prologue to the Canterbury Tales" (Những chú thích York về "Lời dẫn nhập cuốn Chuyện kể Canterbury" của Geoffrey Chaucer), 1999, chủ biên cùng Mary Alexander.
- A History Of English Literature (Lịch sử văn học Anh quốc), 2000, tái bản 2007, tái bản 2013.

Cao Hùng Lynh dịch, Lịch sử văn học Anh quốc, Nhà xuất bản Văn hóa Thông tin, 2006.
- A History of Old English Literature (Lịch sử văn học cổ Anh), 2002.
- Mediaevalism: The Middle Ages in Modern England (Trung cổ học: Thời kỳ Trung cổ tại nước Anh hiện nay), 2007.
- Reading Shakespeare (Đọc Shakespeare), 2013.

Thơ ca
- Twelve Poems (Mời hai bài thơ), 1978.

Ấn bản
- Beowulf: A Glossed Text (Beowulf: Bản chú giải), 1995, sửa đổi 2000.

Dịch phẩm
- The Earliest English Poems (Thơ tiếng Anh thời sơ khai), 1966.
- Beowulf: A Verse Translation (Beowulf: Thơ dịch), 1973, sửa đổi 2001.
- Old English Riddles: from the Exeter Book (Bí ẩn tiếng Anh cổ: từ sách Exeter), 1980, sửa đổi 2007.